# Diokletians Edikt gegen die Manichäer
Das Edikt gegen die Manichäer ist ein um die Wende vom 3. auf das 4. Jahrhundert n. Chr. entstandener und an einen Prokonsul der römischen Provinz Africa gerichteter Gesetzesnachtrag des Kaisers Diokletian. Das Edikt hatte zum Inhalt, dass allein der Kaiser über die Deutungshoheit über religiöse Offenbarungen und Lehren verfügt und häretische Handlungen und Zeremonien bestraft wurden.
Im Rom der frühen römischen Kaiserzeit genoss Astrologie für weltanschauliche Deutungsversuche in allen Bevölkerungsschichten eine große Popularität. Auch verschiedene Kaiser, etwa Augustus und Tiberius, waren für die vermeintlichen Zusammenhänge zwischen Himmelsereignissen und irdischen Vorgängen offen. Als das Christentum anfing Dogmen und Glaubensgrundsätze zu entwickeln, führte das zu Änderungen in der Einstellung, weshalb allein dem Kaiser die Deutungshoheit gebühren sollte. Anfangs der Spätantike verdeutlichte dies Diokletian. Er erteilte allen willfährigen Theorien per Edikt eine Absage, insbesondere dem aufbegehrenden Manichäismus. Die Deutungshoheit über gnostische und offenbarungsreligiöse Auffassungen lag unverrückbar bei ihm als Kaiser, missliebigen Welterklärungen war das Daseinsrecht entzogen.

## Fundstellen
Die Verfügung fand als Nachtragsgesetz zunächst Einlass im Codex Gregorianus. Später wurde es im Volltext nebst Proömium in die Mosaicarum et Romanarum legum collatio eingebracht. Der Collatio wiederum ist es zu verdanken, dass der Nachwelt detaillierte Informationen darüber zur Verfügung stehen, wie die römische Obrigkeit in der diokletianischen Ära gegen die Lehren der novella secta („neue Schule“) des Religionsstifters Mani und den von ihm begründeten Manichäismus rechtlich vorging.
Zuverlässig datieren lässt sich der Gesetzesnachtrag nicht. So wird in der Forschung einerseits das Entstehungsdatum 297 n. Chr. angenommen, andererseits das Jahr 302 n. Chr. Da der Codex Gregorianus wohl 291 (möglicherweise erst 292) geschaffen wurde, können grundsätzlich beide Datierungen kontextualisiert werden. Das Gesetz wäre damit etwa 25 Jahre nach dem Tod des persischen Religionsstifters entstanden.

## Inhalt des Edikts
Diokletian richtete sich gegen das Christentum und den Manichäismus gleichermaßen; die Gesetze des Kaisers gegen die Christen sind nur nicht erhalten geblieben. Die Beweggründe, gegen sie vorzugehen, können sehr bedingt allenfalls aus dem Toleranzedikt von 311 rekonstruiert werden, welches wiederum von Eusebios und Laktanz überliefert ist. Anders das Edikt gegen die Manichäer. Es ist erhalten geblieben. Es verdeutlicht, dass Diokletian vornehmlich um das kaiserliche Deutungsmonopol rang. Das Deutungsmonopol rechtfertigte er dadurch, dass er auf die Bewahrung der altrömischen Traditionen hinwies und auf die daraus hervorgegangenen Entwicklungen pochte.
Diokletian war der Auffassung, dass Glaubensbestimmungs- und -entwicklungsfragen seiner Untergebenen der Autorität des Kaisers unterstellt waren. Führungsanspruch und Einfluss sah er untergraben, wenn Magien und Zaubereien die hergebrachten Kulte und Bräuche bedrohen. Der Widersacher Mani predigte eine zwar komplexe, aber an herkömmliche Vorstellungen und Überzeugungen von „Welt“, „Gott“ und „Mensch“ angelehnte, gnostische Deutung des Kosmos. Dagegen intervenierte Diokletian grundsätzlich auch nicht. Auch nicht gegen die Auffassung, dass der in eine umfängliche Welturssprungsgeschichte hineingeborene Urmensch sich nach Mani im Spannungsverhältnis einer streng dualistisch geteilten Welt der Reiche der Finsternis und des Lichts wiederfinde, und Anteile des Lichts zurückerobern müsse, was nur wenigen Auserwählten (electi) gelinge; Diokletian soll die Lehre im Zweifel nicht einmal gekannt haben, er wehrte sich aber gegen die sittenstrengen und unerschütterlichen Moral- und Sozialnormen der Manichäer. Der Kaiser wehrte sich gegen das Neue an sich. Umgekehrt ging es Diokletian allerdings auch nicht darum, selbst den „richtigen Weg“ zu weisen oder gar zu missionieren. Sinn seiner Konstitution war, den Anspruch der kaiserlichen Macht als gut und wahr zu definieren und intellektuelle Angriffe darauf abzuwehren (resistere, reprehendi, retractare).
Das Edikt richtet sich durchgängig gegen die Manichäer und äußert unverhohlen streng: maximi criminis est retractare, quae semel ab antiquis statuta et definita („das größte Verbrechen ist die Infragestellung des einmal und endgültig Festgesetzten und Definierten“). Verfehlungen wie die superstitio, der error, die doctrina, die secta oder das arbitrium wurden mit der kaiserlichen Machtvollkommenheit konfrontiert, rückversichert über antike Gelehrtenmeinungen. Aus der Machtvollkommenheit leitete Diokletian gar ab, dass „Natur des Menschen“ sei, sich dem Willen des Kaisers zu beugen und sein gesetzgeberisches Programms zu verteidigen (modus humanae naturae), damit sie nicht mit Irrtum oder Aberglauben infiziert würde. Die ausgesprochenen strafrechtlichen Sanktionen galten nicht Taten, sondern Gesinnungen (pertinaciam pravae mentis nequissimorum hominium punire ingens nobis studium est – frei übersetzt: „die Bestrafung gilt der Hartnäckigkeit der verkehrten Gesinnung allernichtsnutzigster Menschen“).
Die Rechtsfolgen: In der politischen Betrachtung ordnete Diokletian die verfeindeten Sassaniden, ein persisches Großreich, als Verbrecher ein. Deren manichäische Schriftzeugnisse über „offenkundige Zauberei“ sollten verbrannt und die Urheber und Aufrührer, letztlich auch die bloßen Sympathisanten, mit dem Tode bestraft und ihr Vermögen dem Fiskus einverleibt werden. Sollten Würdenträger der römischen Gesellschaft sich auf die Sekte eingelassen haben, so sollte deren Vermögen ebenfalls eingezogen werden, während ihnen persönlich die Arbeit in den Bergwerken von Prokonessos oder Phaene blühte.

## Späteres Edikt gegen die Manichäer
Etwa siebzig Jahre später wurde die Weltanschauung der Manichäer erneut in einem Kaisergesetz aufgegriffen und verurteilt. Die Konstitution, die Valentinian I. 372 dekretierte, wählte die gegenüber dem Tod entschärfte Sanktion der Isolierung von Anführern und Anhängern des Manichäismus (a coetu hominum segregari). Enthalten ist das Dekret im Codex Theodosianus. Ausweislich dieser Gesetzessammlung, sollten Manichäer von der Gemeinschaft ehrbarer römischer Bürger separiert werden und an deren Rechtsleben keinen Anteil haben (testandi ac vivendi iure Romano), gebrandmarkt als „Herde“ (grex), die nicht nur aus Rom, sondern vom ganzen Erdkreis vertrieben gehöre (ex omni quidem orbe terrarum).